# One Love (chanson de Blue)
Pour les articles homonymes, voir One Love.
Singles de Blue
Fly By II (en)
(2002) Sorry Seems to Be the Hardest Word
(2002)
Clip vidéo
[vidéo] « One Love », sur YouTube
One Love est une chanson du boys band anglais Blue. Elle est sortie le 21 octobre 2002 en tant que premier single de leur deuxième album du même nom. Elle est co-écrite par le groupe et produite par Stargate. Elle a atteint la troisième place du classement UK Singles Chart et s'est classé dans le top 10 au Danemark, en Irlande, en Italie et en Nouvelle-Zélande. La chanson a reçu la certification d'argent du BPI.

## Clip vidéo
Le clip accompagnant la chanson a été tourné à Los Angeles, en Californie en juillet 2002.

## Liste de titres
| 1. | One Love                | 3:28 |
| 2. | Get Ready               | 3:25 |
| 3. | One Love (Octave Remix) | 3:40 |

| A. | One Love  | 3:28 |
| B. | Get Ready | 3:25 |

| 1. | One Love                                                      | 3:25 |
| 2. | Sorry Seems to Be the Hardest Word (Disco Montego Radio Edit) | 2:51 |

## Crédits
- Lee Ryan – voix, paroles, composition
- Simon Webbe – voix, paroles, composition
- Duncan James – voix, paroles, composition
- Antony Costa – voix, paroles, composition
- Mikkel S. Eriksen (Stargate) – paroles, composition, production
- Tor Erik Hermansen (Stargate) – paroles, composition, production
- Hallgeir Rustan – paroles, composition
- Daniel Stephens  – paroles, composition

## Classements et certifications
| Classement (2002–2003)                 | Meilleure position |
| -------------------------------------- | ------------------ |
| Allemagne (GfK Entertainment)          | 54                 |
| Australie (ARIA)                       | 36                 |
| Autriche (Ö3 Austria Top 40)           | 53                 |
| Belgique (Flandre Ultratop 50 Singles) | 24                 |
| Belgique (Wallonie Ultratip 50)        | 11                 |
| Danemark (Tracklisten)                 | 7                  |
| Écosse (OCC)                           | 4                  |
| Europe (Eurochart Hot 100)             | 13                 |
| France (SNEP)                          | 36                 |
| Hongrie (Rádiós Top 40)                | 33                 |
| Irlande (IRMA)                         | 4                  |
| Italie (FIMI)                          | 9                  |
| Pays-Bas (Nederlandse Top 40)          | 39                 |
| Pays-Bas (Single Top 100)              | 41                 |
| Nouvelle-Zélande (RMNZ)                | 5                  |
| Roumanie (Romanian Top 100)            | 19                 |
| Royaume-Uni (UK Singles Chart)         | 3                  |
| Suède (Sverigetopplistan)              | 21                 |
| Suisse (Schweizer Hitparade)           | 44                 |
| Tchéquie (IFPI Rádio)                  | 23                 |

| Classement (2002)              | Position |
| ------------------------------ | -------- |
| Royaume-Uni (UK Singles Chart) | 45       |

| Classement (2003) | Position |
| ----------------- | -------- |
| Italie (FIMI)     | 42       |

| Région                                                                  | Certification | Ventes/Streams |
| ----------------------------------------------------------------------- | ------------- | -------------- |
| Royaume-Uni (BPI)                                                       | Argent        | 200 000^       |
| ^Mise en rayon selon la certification xNon précisé par la certification |               |                |

## Historique de sortie
| Pays / Région      | Date            | Format                           | Label(s)            | Réf.   |
| ------------------ | --------------- | -------------------------------- | ------------------- | ------ |
| Royaume-Uni Europe | 21 octobre 2002 | - CD single - CD maxi - cassette | - Innocent - Virgin | ,      |
| Australie          | 21 octobre 2002 | CD maxi                          | - Innocent - Virgin | [ 26 ] |
| Japon              | 21 octobre 2002 | CD maxi                          | - Innocent - Virgin | [ 27 ] |
| Europe             | 4 novembre 2002 | CD maxi                          | - Innocent - Virgin | [ 1 ]  |
| France             | 2002            | CD single                        | - Innocent - Virgin | [ 28 ] |